# Субстанция (фильм)
«Субста́нция» (англ. The Substance) — боди-хоррор 2024 года сопродюсера, сценариста и режиссёра Корали Фаржа. Фильм совместного производства Франции, Великобритании и США. Главные роли исполнили Деми Мур и Маргарет Куолли. Сюжет повествует о постаревшей голливудской звезде, которая принимает препарат с чёрного рынка, создающий более молодую её версию с неожиданными побочными эффектами.
Премьера киноленты состоялась в рамках основной программы 77-го Каннского кинофестиваля, где Фаржа получила награду за лучший сценарий. В России фильм вышел в прокат 19 сентября 2024 года, а в США и Великобритании — 20 сентября. Фильм удостоен премии «Оскар» за лучший грим и причёски.

## Сюжет
Элизабет Спаркл, обладательницу звезды на голливудской Аллее славы и ведущую утреннего телешоу о занятиях аэробикой, увольняют из программы в её 50-й день рождения — продюсер актрисы Харви решает, что она слишком старая и намеревается заменить её. По пути домой Элизабет отвлекается на рабочих, снимающих рекламу с ней с билборда, и попадает в аварию. В больнице медбрат незаметно подсовывает ей в пальто флешку с рекламным роликом «Субстанции» — препарата с чёрного рынка, который предлагает создать новую, более молодую и усовершенствованную версию потребителя.
Элизабет заказывает «Субстанцию» и по инструкциям узнаёт, что она и её молодая версия должны существовать в симбиозе друг с другом и меняться каждые семь дней. Обе также должны использовать специальную «капельницу» с питанием, а «другая она» обязана ежедневно вводить себе сыворотку-стабилизатор из тела своей «матрицы». Элизабет вкалывает себе одноразовый «активатор», после чего её спина разрывается и из женщины вылезает её более молодая версия. Она берёт себе имя Сью и вкалывает стабилизатор, набранный из позвоночника лежащей без сознания Элизабет.
Сью легко проходит кастинг на должность новой ведущей телешоу, и начинает обретать славу, которая некогда принадлежала Элизабет. В то время как Сью живёт уверенной и гедонистической жизнью, Элизабет становится ненавидящей себя затворницей. Ближе к концу одного из еженедельных циклов Сью устраивает вечеринку и приводит домой мужчину для случайного секса. Она задерживает смену тел, извлекая дополнительную стабилизирующую жидкость, из-за чего очнувшаяся на следующий день Элизабет обнаруживает у себя состарившийся указательный палец. Элизабет связывается с поставщиком, который предупреждает её, что нарушение сроков смены приводит к старению исходного тела.
Со временем Элизабет и Сью начинают воспринимать себя как отдельных личностей и презирать друг друга, несмотря на их общее сознание. Сью предлагают принять участие в новогоднем шоу, которое будут транслировать в прямом эфире. Она начинает пользоваться стабилизатором сверх нормы, вследствие чего у Элизабет седеют и выпадают волосы, а её части тела значительно состариваются. Элизабет вновь звонит поставщику, который сообщает, что той стоит либо придерживаться условного баланса, либо отказаться от употребления «Субстанции», но в последнем случае такой, как раньше, она уже не станет. Элизабет видит по телевизору интервью с участием Сью и в ярости загрязняет квартиру едой. Сью в ответ берёт большой запас стабилизирующей жидкости из тела Элизабет.
Три месяца спустя, за день до трансляции новогоднего шоу, у Сью заканчивается стабилизирующая жидкость. Она связывается с поставщиком, и тот говорит ей, что Элизабет — единственный источник, и им нужно поменяться для пополнения запасов. Когда они меняются телами, Элизабет с ужасом обнаруживает, что превратилась в престарелую лысую женщину с деформированным горбом. Чтобы предотвратить своё дальнейшее старение и уродование, Элизабет заказывает шприц с сывороткой «Уничтожение» и собирается убить Сью. Однако поскольку Элизабет по-прежнему нужно признание, она останавливается и реанимирует Сью. Внезапно Сью оказывается в сознании вместе с Элизабет и, поняв намерения «матрицы», избивает её до смерти, а затем идёт на новогоднее шоу.
Вследствие смерти Элизабет тело Сью начинает быстро разрушаться — она лишается трёх зубов, ногтя и правого уха. Желая создать новую версию себя, в панике Сью сбегает домой и использует оставшийся активатор, несмотря на предупреждение о его одноразовом использовании. В результате появляется «монстр Элизасью», гротескный гибрид обеих версий с полностью искажёнными пропорциями и местоположением частей тела. Элизасью надевает платье Сью и самодельную маску Элизабет, накрашенную красной помадой, а затем отправляется на шоу. Когда она выходит на сцену и обращается к зрителям, её маска спадает. На шоу начинается хаос: мужчина обезглавливает Элизасью, однако из её тела сразу вылезает другая голова, а одна из рук отламывается, заливая кровью публику и студию. Элизасью убегает с шоу и на улице распадается на внутренности. Первоначальное лицо Элизабет доползает до своей заброшенной звезды на Аллее славы и смотрит вверх, затем ей мерещится, что ею восхищаются. Она улыбается и тает в луже крови, которую на следующий день убирает скруббер.

## В ролях

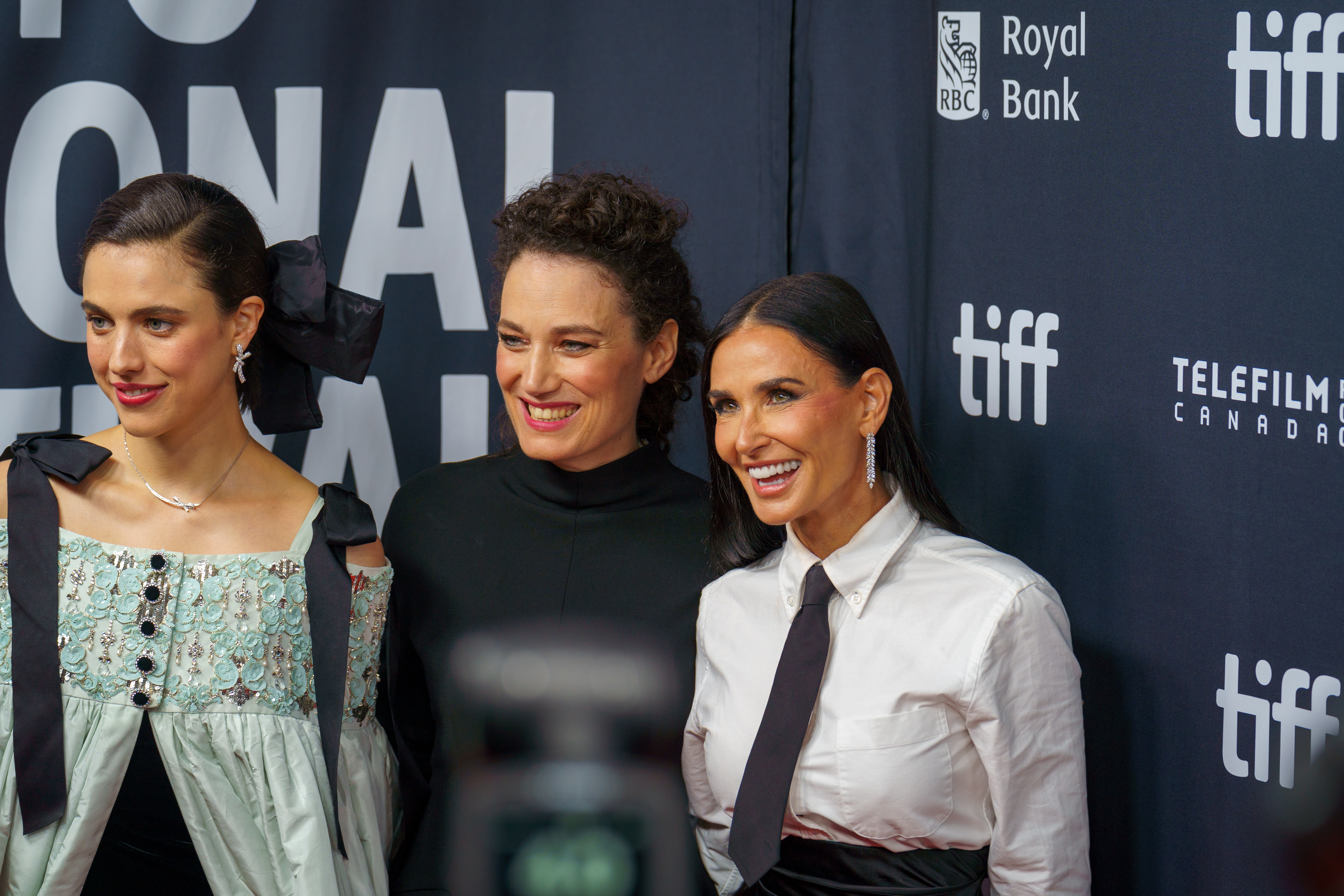
Маргарет Куолли, Корали Фаржа и Деми Мур на Кинофестивале в Торонто

- Деми Мур — Элизабет Спаркл
- Маргарет Куолли — Сью
- Деннис Куэйд — Харви
- Гор Абрамс — Оливер
- Уго Диего Гарсия[англ.] — Диего
- Филип Шурер — мистер Скрим
- Джозеф Балдеррама[англ.] — Крейг Сильвер

## Создание и релиз
Информация о проекте появилась в январе 2022 года. С самого начала было известно, что главные роли в фильме сыграют Деми Мур и Маргарет Куолли, производством займётся компания Working Title Films, а распространением — Universal Pictures. Корали Фаржа стала режиссёром ленты, а также продюсером наряду с Эриком Феллнером и Тимом Беваном. В создании также принимала участие парижская студия Blacksmith, которую Фаржа основала в том же году. В феврале 2022 года к актёрскому составу присоединился Рэй Лиотта. В мае 2022 года Лиотта умер, Фаржа выбрала ему на замену Денниса Куэйда.
Съёмки начались в мае 2022 года в Париже и завершились в октябре. «Субстанция» стала продуктом совместного производства Франции, Великобритании и США
Премьера фильма состоялась 19 мая 2024 года на 77-м Каннском кинофестивале в рамках основной программы. По окончании показа фильм удостоился стоячей овации, которая, по словам разных журналистов, длилась девять, то одиннадцать или тринадцать минут.
Компания Universal Pictures, первоначальный дистрибьютор фильма, отказалась от его проката. По данным источников The Hollywood Reporter, студия «была взволнована перспективой выхода картины». Перед каннской премьерой стриминговый сервис Mubi приобрёл права на международный прокат за $ 12,5 млн. Сервис выпустит фильм в Северной Америке, Великобритании, Ирландии, Германии, Австрии, Латинской Америке и Бенилюксе; кроме того, Mubi принадлежат права на распространение проекта в Турции и Индии, а его материнская компания The Match Factory продаёт лицензии на прокат в других странах. «Субстанция» вышла в кинотеатрах США, Великобритании, Латинской Америки, Германии, Канады и Нидерландов 20 сентября 2024 года. В России премьера состоялась на день раньше, 19 сентября (дистрибьютор — «Вольга»). Во французский прокат картину выпустит компания Metropolitan Filmexport, дата премьеры — 6 ноября.

## Оценки
В США и Канаде «Субстанция» вышла в один день с фильмами «Трансформеры: Начало» и «Затерянное место». Согласно прогнозам, в свой первый уик-энд она должна была собрать $ 3 млн в 1949 кинотеатрах. В первый день лента собрала $ 1,3 млн (с учётом $ 512 000, заработанных на предпоказах в среду и в четверг). К концу дебютного уик-энда фильм собрал $ 3,2 млн, заняв шестое место по сборам. Во второй уик-энд сборы упали на 36 % и составили $ 2 млн. По состоянию на 6 октября 2024 года «Субстанция» собрала $ 9,7 млн в США и Канаде и $ 6,8 млн на территории других стран, в общей сложности собрав $ 16,6 млн по всему миру.
По данным агрегатора Rotten Tomatoes, 
91 % из 288 обзоров были положительными, со средней оценкой 8,2 / 10 из 10. Сайт обобщает мнения критиков так: «Дерзкий, мерзкий, умный вероятный звёздный час Деми Мур, „Субстанция“ — работа мастера Корали Фаржа, от которой захватывает дух». На сайте-агрегаторе Metacritic средневзвешенная оценка фильма составляет 78 баллов из 100 на основе 57 рецензий, что соответствует критерию «в основном положительные отзывы». Зрители, опрошенные для CinemaScore дали фильму среднюю оценку «B» по шкале от «A+» до «F», а сервис PostTrak опубликовал 80 % положительных отзывов, причём 75 % опрошенных заявили, что порекомендуют картину к просмотру. Российский агрегатор рецензий «Критиканство» присвоил фильму 81 балл из 100 на основе 21 рецензии.
Питер Брэдшоу в своей 4-звёздной рецензии для The Guardian назвал фильм «весёлой, глупой и возмутительно снисходительной комедией в стиле гонзо-боди-хоррор». Журналист IndieWire Давид Эрлих дал картине оценку A, назвав её «эпичным, дерзким шедевром жанра боди-хоррор» и «самым изощрённо увлекательным фильмом года». Журналист «Би-би-си» Николас Барбер оценил фильм на четыре звезды из пяти, отметив актёрскую игру Мур. «Попадая на большой экран со своей лучшей за последние десятилетия ролью, Деми Мур не боится пародировать свой же публичный образ», — написал он. В своём обзоре для издания Time Out Фил де Семлиен написал, что «Мур является собирательным образом, который в лучших традициях Изабель Аджани из фильма „Одержимая“ демонстрирует героиню с уязвлённым эго, чувством нарастающего ужаса и незащищённостью».
Рецензент Variety Оуэн Глейберман похвалил работу режиссёра: «Корали Фаржа с чутьём грайндхаусного Кубрика создала до одури забавную, гротескную смесь фильмов „Доктор Джекилл и мистер Хайд“ и „Шоугёлз“». Журналистка Vogue Радика Сет назвала картину «дерзким произведением искусства… на данный момент это самая интересная премьера на Круазет». Деймон Уайз из Deadline Hollywood описал фильм как «буйный, сноподобный хоррор-триллер, заканчивающийся безумной симфонией крови, кишок и прочих внутренностей».
Журналистка The Guardian Венди Айди похвалила «Субстанцию» за феминистический взгляд на стареющих женщин, отмечая, что прочие фильмы ужасов с женщинами в главных ролях (например, «Кэрри» и «Ребёнок Розмари») были сосредоточены на темах менструации и деторождения. «Субстанция» же, напротив, «не только позволяет взглянуть на женское тело с точки зрения женщины, но и спорит на тему того, действительно ли всё в жизни начинает идти кувырком в тот момент, когда женщина теряет возможность рожать». Критик газеты New York Times Алисса Уилкинсон обратила внимание на гиперболизированные ракурсы камеры и кадры, в которых женские персонажи изображены таким образом, «что в большей степени фильм напоминает порно». По её словам, «фильм не только напоминает об абсурдных стандартах женской красоты и о разрушительной силе популярности, но и заставляет снова взглянуть в зеркало. Самая резкая критика связана не с нашими телами, а с тем, как мы приучили себя на них смотреть, и с влиянием на них. Этот фильм и есть то самое зеркало, в котором наш дискомфорт раскрывает наши предубеждения и страхи по поводу самих себя. Старение, слава, заметность, любовь, захват кем-то более молодым и сексуальным — всё это собрано здесь. Это самое настоящее зеркало, напоминающее о том, что у нас внутри».
По итогам 2024 года многие издания включили «Субстанцию» в свои списки лучших фильмов, в том числе BBC, Collider, Empire, IndieWire, Rolling Stone, Sight & Sound, «Кинопоиск», «Мир фантастики». Издание Time Out назвало её фильмом года. В общей сложности «Субстанция» вошла более чем в 30 списков лучших фильмов.
В 2025 году «Субстанция» одержала победу в номинации «лучший грим и прически» на кинопремии «Оскар».

## Награды и номинации
| Награда                                 | Дата вручения    | Категория                                                  | Номинанты и получатели                                          | Результат | Пр.    |
| --------------------------------------- | ---------------- | ---------------------------------------------------------- | --------------------------------------------------------------- | --------- | ------ |
| Каннский кинофестиваль                  | 25 мая 2024      | «Золотая пальмовая ветвь»                                  | Корали Фаржа                                                    | Номинация | [ 56 ] |
| Каннский кинофестиваль                  | 25 мая 2024      | «Лучший сценарий»                                          | Корали Фаржа                                                    | Победа    | [ 57 ] |
| Международный кинофестиваль в Мишкольце | 14 сентября 2024 | «Приз Эмерика Прессбургера»                                | «Субстанция»                                                    | Номинация | [ 58 ] |
| Кинофестиваль в Торонто                 | 15 сентября 2024 | «Приз зрительских симпатий: Полуночное безумие»            | «Субстанция»                                                    | Победа    | [ 59 ] |
| Международный кинофестиваль в Хэмптонсе | 5 октября 2024   | «Приз за достижения в актёрской карьере»                   | Деми Мур                                                        | Удостоена | [ 60 ] |
| Кинофестиваль в Торонто                 | 2024             | Приз зрительских симпатий в категории «Полуночное безумие» | Корали Фаржа                                                    | Победа    |        |
| Премия Европейской киноакадемии         | 2024             | Лучший европейский фильм                                   | «Субстанция»                                                    | Номинация |        |
| Премия Европейской киноакадемии         | 2024             | Лучший европейский сценарист                               | Корали Фаржа                                                    | Номинация |        |
| Премия Европейской киноакадемии         | 2024             | Лучший европейский кинооператор                            | Бенджамин Кракун                                                | Победа    |        |
| Премия Европейской киноакадемии         | 2024             | Лучший европейский специалист по визуальным эффектам       | Брайан Джонс, Шеван Шафаги, Пьер Прокудин-Горски, Гийом Ле Гуэз | Победа    |        |
| «Сатурн»                                | 2025             | Лучший независимый фильм                                   | «Субстанция»                                                    | Номинация |        |
| «Сатурн»                                | 2025             | Лучшая актриса                                             | Деми Мур                                                        | Номинация |        |
| «Сатурн»                                | 2025             | Лучшая актриса второго плана                               | Маргарет Куолли                                                 | Номинация |        |
| «Сатурн»                                | 2025             | Лучший грим                                                | Пьер-Оливье Персен                                              | Номинация |        |
| «Выбор критиков»                        | 2025             | Лучший фильм                                               | «Субстанция»                                                    | Номинация |        |
| «Выбор критиков»                        | 2025             | Лучший режиссёр                                            | Корали Фаржа                                                    | Номинация |        |
| «Выбор критиков»                        | 2025             | Лучший оригинальный сценарий                               | Корали Фаржа                                                    | Номинация |        |
| «Выбор критиков»                        | 2025             | Лучшая актриса                                             | Деми Мур                                                        | Номинация |        |
| «Выбор критиков»                        | 2025             | Лучшая актриса второго плана                               | Маргарет Куолли                                                 | Номинация |        |
| «Выбор критиков»                        | 2025             | Лучший грим и причёски                                     | Пьер-Оливье Персен, Стефани Гийон, Фредерик Аргелло             | Номинация |        |
| «Выбор критиков»                        | 2025             | Лучшие визуальные эффекты                                  | Пьер-Оливье Персен, Брайан Джонс, Шеван Шафаги, Жан Миэль       | Номинация |        |
| «Золотой глобус»                        | 2025             | Лучший фильм — мюзикл или комедия                          | «Субстанция»                                                    | Номинация |        |
| «Золотой глобус»                        | 2025             | Лучший режиссёр                                            | Корали Фаржа                                                    | Номинация |        |
| «Золотой глобус»                        | 2025             | Лучший сценарий                                            | Корали Фаржа                                                    | Номинация |        |
| «Золотой глобус»                        | 2025             | Лучшая женская роль — мюзикл или комедия                   | Деми Мур                                                        | Победа    |        |
| «Золотой глобус»                        | 2025             | Лучшая женская роль второго плана                          | Маргарет Куолли                                                 | Номинация |        |
| «Спутник»                               | 2025             | Лучший фильм — мюзикл или комедия                          | «Субстанция»                                                    | Номинация |        |
| «Спутник»                               | 2025             | Лучший оригинальный сценарий                               | Корали Фаржа                                                    | Номинация |        |
| «Спутник»                               | 2025             | Лучшая женская роль — мюзикл или комедия                   | Деми Мур                                                        | Номинация |        |
| «Спутник»                               | 2025             | Лучшая женская роль второго плана                          | Маргарет Куолли                                                 | Номинация |        |
| «Независимый дух»                       | 2025             | Лучший фильм                                               | «Субстанция»                                                    | Номинация |        |
| «Независимый дух»                       | 2025             | Лучшая женская роль                                        | Деми Мур                                                        | Номинация |        |
| Премия Гильдии киноактёров США          | 2025             | Лучшая женская роль                                        | Деми Мур                                                        | Номинация |        |